# Kärlek utan gräns
Kärlek utan gräns (originaltitel: Endless Love) är en amerikansk romantisk dramafilm från 1981 i regi av Franco Zeffirelli, med Brooke Shields och Martin Hewitt i huvudrollerna.
Filmen bygger på en roman med samma namn från 1979, av Scott Spencer. Manuset skrevs av Judith Rascoe. Originalmusiken är av Jonathan Tunick.
Filmen fick ett ljumt mottagande av kritikerna, men en av låtarna från soundtracket, Endless Love, framförd av Diana Ross och Lionel Richie, tog en förstaplats på Billboard Hot 100, där den stannade nio veckor. Filmen nominerades till Oscar och Golden Globe för "Bästa originallåt". Låten fick även fem Grammy-nomineringar.